# Micropieu
Un micropieu est un composant de fondation profonde destiné à assurer l'ancrage d'un ouvrage à une profondeur incompatible avec les fondations superficielles.

## Principe
Le micropieu est un pieu de faible section (diamètre : 20 à 25 cm), dont la longueur peut atteindre une vingtaine de mètres, disposé en groupes pour fonder ou consolider un ouvrage. Le micropieu assure deux sortes d'ancrages : 
- Le premier est lié au frottement du micropieu dans le sol qui l'entoure, qui offre ainsi une résistance à l'enfoncement.
- Le second est lié à l'effet de pointe qui correspond à l'appui vertical de la fondation sur un sol de qualité acceptable.

L'effet de pointe étant très inférieur au frottement, il est généralement considéré comme nul.
Le nombre de micropieux nécessaire est déterminé par un calcul de descentes de charges par combinaison d'action de l'ouvrage et par une étude géotechnique du sol récepteur.

## Mise en œuvre type

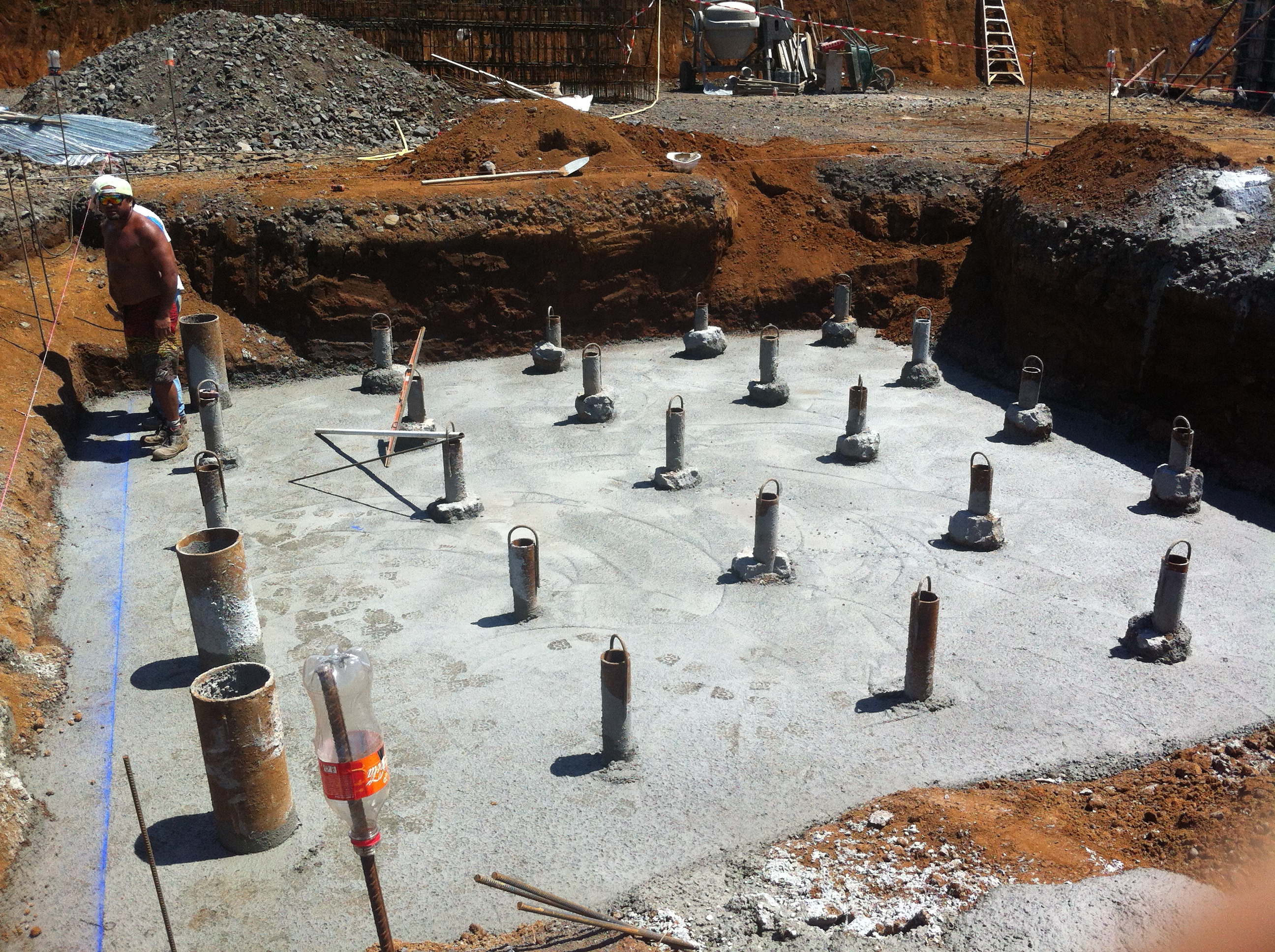
Polynésie française

- Forage  : Le diamètre de l'outil de forage (tarière, marteau fond de trou, rotopercussion, tricône...) est celui du micropieu terminé, (environ 25 cm) sur la longueur dite "libre" qui se contente d'un remplissage gravitaire (coulis de gaine). Les tables de Bustamente permettent de considérer un gain sur le diamètre dans la longueur dite "de scellement" qui subit des réinjections ultérieures (dans le cas de micropieux de types III et IV). La profondeur varie en fonction de la profondeur du sol stable. Le forage est tubé ou non en fonction de la tenue du terrain.
- Mise en place de l'armature  : Une armature (classiquement un tube ROR de diamètre compris entre 80 et 150 mm, ou une barre Gewi ou similaire) est introduite sur toute la profondeur du forage (injection du micropieu). L'armature est équipée des moyens nécessaires aux réinjections ultérieures (gaines 12/16 munies de manchettes tous les mètres, pastilles sur le tube ROR...)
- Injection de gaine : le forage est rempli de coulis de ciment. Cela constitue l'injection primaire ou injection de gaine (le ciment injecté gravitairement forme une "gaine" autour de l'armature).
- Réinjections : Le coulis de gaine est laissé au repos pendant 1 jour afin de faire prise. Ensuite, des réinjections sont réalisées à l'aide des moyens mis en place en même temps que l'armature. Les gaines de type 12/16 avec manchette permettent une réinjection de toutes les manchettes en même temps (dite globale). Si des pastilles sont présentes sur le tube ROR, la réinjection peut se faire de manière globale (depuis la tête du micropieux), ou de façon sélective, en injectant manchette après manchette au moyen d'un obturateur double. Les quantités de ciment et les pressions de claquage et d'arrêt sont déterminées à l'avance.

L'opération est répétée chaque jour jusqu'à ce que le claquage soit impossible ou que la pression d'arrêt soit atteinte sans quantité (pour un type IV).
- Liaison avec la fondation existante (cas de reprise en sous-œuvre) : La liaison est assurée, selon le type de fondation, soit par l'installation d'une longrine-chevalet passant sous la semelle existante et appuyée sur les têtes de deux micropieux, soit par une équerre métallique soutenant la semelle et solidarisé avec la tête du micropieux.